# Finlands herrlandslag i innebandy

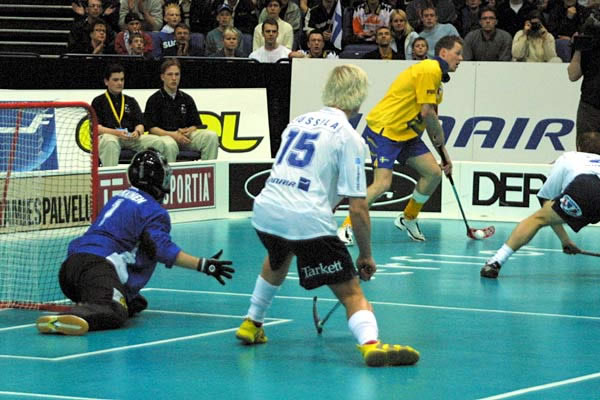
Herrlandskamp i innebandy mellan Finland och Sverige.

Finlands herrlandslag i innebandy representerar Finland i innebandy på herrsidan, och medverkade i världens första officiella herrlandskamp i innebandy, som spelades den 28 september 1985 i Sollentuna, där Finland förlorade stort med 1–13 mot nordiska rivalerna Sverige.
Finland vann sin första VM-titel (och den tredje finska VM-titeln efter finska damlandslagets VM-titlar 1999 och 2001) 2008 då de slog de nordiska rivalerna Sverige, som dittills vunnit samtliga världsmästerskap, med 7–6 (sudden death), och försvarade sin VM-titel i följande VM 2010 då Sverige slogs med 6–2, och har därutöver vunnit ytterligare två VM-titlar i rad efter finalseger mot Sverige 2016 och 2018. Finland har, jämfört med Sverige som hittills inte missat någon VM-final, missat hittills endast tre VM-finaler (men vunnit samtliga tre bronsmatcher), 1998 då Schweiz vann mot Finland i semifinal (efter straffslag) och 2004 och 2022 som är hittills enda två gångerna Finland mött Sverige i semifinal.

## Stjärnor
- Mika Kohonen
- Rickie Hyvärinen
- Janne Tähkä